# Фильине-Вельятуро
Фильи́не-Вельяту́ро (итал. Figline Vegliaturo) — коммуна в Италии, располагается в регионе Калабрия, в провинции Козенца.
Население составляет 1074 человека (2008 г.), плотность населения составляет 268 чел./км². Занимает площадь 4 км². Почтовый индекс — 87050. Телефонный код — 0984.
Покровителем коммуны почитается святой Иоанн Креститель, празднование 24 июня.

## Демография
Динамика населения:

## Администрация коммуны
- Официальный сайт: